# François de la Rochefoucauld (compositor)
François de la Rochefoucauld (París, el 12 de desembre del 1920 - 29 de novembre de 2011) fou un compositor francès. Era el 19è duc de La Rochefoucauld. Va ser un deixeble de la violonista Carmen Forté (1886-1964) al Conservatori de París.

## Obres destacades
- Les Anges Nus (1953)
- La Mer Blanche (1956) (òpera amb llibret d'Hugo Claus)
- Bikini et Compagnie (1954), opereta
- Achille (1935), ballet
- Contes d'Andersen, deu peces per a piano[3]